# Pia Lucassen
Pia Lucassen (* 14. Mai 2006 in Duisburg) ist eine deutsche Fußballspielerin, die seit dem 1. Juli 2023 Vertragsspielerin der ersten Mannschaft der SGS Essen ist.

## Karriere

### Vereine
Lucassen – noch Schülerin – spielte als Torhüterin in der Jugend für folgende Vereine: Rumelner TV, MSV Duisburg, VfR Fischeln, TSV Meerbusch, SGS Essen U17. Seit der Saison 2023/24 in die erste Mannschaft aufgerückt, debütierte sie am 9. Februar 2024 (13. Spieltag) beim 4:4-Unentschieden im Heimspiel gegen den Spielklassenneuling RB Leipzig.

### Auswahl-/Nationalmannschaft
Lucassen wurde als Spielerin der U14-Auswahlmannschaft des Fußballverbandes Niederrhein vom 9. bis 11. April 2022 in drei Spielen im Turnier um den DFB-Länderpokal an der Sportschule Wedau in Duisburg eingesetzt.
In den Jahren 2022 und 2023 kam sie in fünf Länderspielen für die U17-Nationalmannschaft zum Einsatz, von denen sie zwei (jeweils ein in der ersten und zweiten Qualifikationsrunde) in der Qualifikation für die Europameisterschaft 2023 bestritt. Ihr Debüt als Nationalspielerin gab sie bereits am 9. September 2022 in Hanau bei der 2:3-Niederlage im Freundschaftsspiel gegen die U17-Nationalmannschaft Italiens.